# Gżdacz i inni
Gżdacz i inni − polski telewizyjny spektakl teatralny dla dzieci z 1972, w reżyserii Macieja Wojtyszki.
Widowisko przedstawia świat tajemniczych postaci − Gżdacza i Viceversów Dzikich. W przedstawieniu wystąpił Wieńczysław Gliński. Muzykę napisał Lech Brański. Kostiumy zaprojektowała Alicja Wirth. Autorem scenografii był Grzegorz Paciorek.